# 240号密苏里州州道
240号密苏里州州道（英語：Missouri Route 240）是密蘇里州中部的一条州级公路，其东端位于哥伦比亚以西约3公里的70號州際公路/40号美国国道上；西端位于马歇尔接65号美国国道，经过罗什波特接其支线。